# 杞道录
杞道录（？—？），男，汉族，山东青州人，元朝雕塑家，道士，官至道录，刘元之师，创塑土范金抟换像法。道录为其官衔，真名已不可知。